# Francesco Bolzoni
Pour les articles homonymes, voir Bolzoni.
Francesco Bolzoni (né le 7 mai 1989 à Lodi, en Lombardie, Italie) est un footballeur italien.

## Biographie
Milieu de terrain qui joue à Genoa en série A et ancien joueur de l'Inter Milan, il est issu des catégories de la "Primavera" de ce dernier.
Pendant le mercato d'été 2009-2010 Francesco est échangé par l'Inter de Milan à Genoa avec plusieurs de ses coéquipiers contre le Brésilien Thiago Motta. Il est prêté ensuite à Frosinone Calcio.

## Palmarès
- Champion de Serie A en 2009 avec l'Inter Milan.